# Video Life
Video Life es considerado el videojuego más raro que se haya publicado para el Atari 2600. Se trata de una versión del robot de manipulación celular conocido como Conway's Game of Life.

## Rareza
Video Life solo estaba disponible a través de una oferta especial por correo para los dueños del Magicard de CommaVid, que en sí es considerado uno de los cartuchos para el Atari 2600 más raros jamás lanzados. Según uno de los dueños de la ahora difunta CommaVid, solo "20 cartuchos o menos" de Video Life fueron fabricados.